# Thunder Cats de Thunder Bay
Les Thunder Cats de Thunder Bay sont une franchise professionnelle de hockey sur glace en Amérique du Nord qui évoluait dans la Colonial Hockey League. L'équipe était basée à Thunder Bay, Ontario, Canada.

## Historique
La franchise est créée en 1996 à la suite du changement de nom des Senators de Thunder Bay et joue en Colonial Hockey League. La saison suivante la ligue change de nom pour devenir l'UHL. Elle y participe jusqu'en 1999 avant de devenir les IceHogs de Rockford. 

### Saisons en CoHL
Note: PJ : parties jouées, V : victoires, D : défaites, N : matchs nuls, DP : défaite en prolongation, DF : défaite en fusillade, Pts : Points, BP : buts pour, BC : buts contre, Pun : minutes de pénalité
| Saison  | PJ | V  | D  | N | DP | DF | Pts | Classement               | Séries éliminatoires      |
| ------- | -- | -- | -- | - | -- | -- | --- | ------------------------ | ------------------------- |
| 1998-99 | 76 | 47 | 20 | - | 7  | -  | 101 | 2e place, division UHLW  | Défaite en seconde ronde  |
| 1997-98 | 76 | 42 | 26 | - | 6  | -  | 90  | 3e place, division UHLW  | Défaite en première ronde |
| 1996-97 | 74 | 43 | 23 | 8 | -  | -  | 94  | 3e place, division CoHLW | Défaite en seconde ronde  |